# Wylie Draper
Wylie Hughes Draper Jr. (* 5. Mai 1969 in West Virginia, USA; † 20. Dezember 1993 in Los Angeles) war ein US-amerikanischer Schauspieler. Er wurde bekannt als Darsteller Michael Jacksons. Draper starb an Leukämie.

## Filmografie
- 1992: Die Jacksons – Ein amerikanischer Traum als Michael Jackson
- 1993: Im Bann der Tiefe
- 1994: Foxy Fantasies